# Odalys Revé Jimenéz
Odalys Revé Jimenéz (Sagua de Tánamo, 15 de enero de 1970) es una deportista cubana que compitió en judo.
Participó en dos Juegos Olímpicos de Verano en los años 1992 y 1996, obteniendo una medalla de oro en la edición de Barcelona 1992 en la categoría de –66 kg. En los Juegos Panamericanos consiguió dos medallas de oro en los años 1991 y 1995.
Ganó cuatro medallas en el Campeonato Mundial de Judo entre los años 1989 y 1995, y cuatro medallas en el Campeonato Panamericano de Judo entre los años 1988 y 1994.

## Palmarés internacional
| Juegos Olímpicos        | Juegos Olímpicos          | Juegos Olímpicos  | Juegos Olímpicos |
| Año                     | Lugar                     | Medalla           | Categoría        |
| ----------------------- | ------------------------- | ----------------- | ---------------- |
| 1992                    | Barcelona (España)        | Medalla de oro    | –66 kg           |
| Campeonato Mundial      |                           |                   |                  |
| Año                     | Lugar                     | Medalla           | Categoría        |
| 1989                    | Belgrado (Yugoslavia)     | Medalla de bronce | –66 kg           |
| 1991                    | Barcelona (España)        | Medalla de plata  | –66 kg           |
| 1993                    | Hamilton (Canadá)         | Medalla de bronce | –66 kg           |
| 1995                    | Chiba (Japón)             | Medalla de plata  | –66 kg           |
| Juegos Panamericanos    |                           |                   |                  |
| Año                     | Lugar                     | Medalla           | Categoría        |
| 1991                    | La Habana (Cuba)          | Medalla de oro    | –66 kg           |
| 1995                    | Mar del Plata (Argentina) | Medalla de oro    | –66 kg           |
| Campeonato Panamericano |                           |                   |                  |
| Año                     | Lugar                     | Medalla           | Categoría        |
| 1988                    | Buenos Aires (Argentina)  | Medalla de oro    | –66 kg           |
| 1990                    | Caracas (Venezuela)       | Medalla de oro    | –66 kg           |
| 1992                    | Hamilton (Canadá)         | Medalla de oro    | –66 kg           |
| 1994                    | Santiago de Chile (Chile) | Medalla de oro    | –66 kg           |